# Todd Lodwick
Todd Lodwick (ur. 21 listopada 1976 w Steamboat Springs) – amerykański narciarz, specjalista kombinacji norweskiej, srebrny medalista olimpijski, trzykrotny medalista mistrzostw świata, złoty medalista mistrzostw świata juniorów oraz zwycięzca Letniego Grand Prix.

## Kariera
Po raz pierwszy na arenie międzynarodowej Todd Lodwick pojawił się 5 grudnia 1993 roku, kiedy wystartował w zawodach Pucharu Świata B. Zwyciężył wtedy w konkursie rozgrywanym metodą Gundersena w Lillehammer. W wieku zaledwie 17 lat wystartował na igrzyskach olimpijskich w Lillehammer w 1994 roku, gdzie indywidualnie był trzynasty, a w drużynie zajął siódme miejsce. Blisko rok później, 7 stycznia 1995 roku Schonach zadebiutował w Pucharze Świata, zajmując 8. miejsce w Gundersenie. Tym samym w swoim debiucie w Pucharze Świata od razu zdobył punkty. W sezonie 1994/1995 wystartował jeszcze pięciokrotnie, za każdym razem punktując. W klasyfikacji generalnej zajął jedenastą pozycję. W 1995 roku zajął także wspólnie z kolegami z reprezentacji czwarte miejsce w konkursie drużynowym podczas mistrzostw świata w Thunder Bay.
Przełom w karierze Todda nastąpił w sezonie 1995/1996. W zawodach pucharowych wystąpił tylko trzy razy, ale już w pierwszym starcie, 6 grudnia 1995 roku w Steamboat Springs nie tylko stanął na podium, ale zwyciężył w konkursie metodą Gundersena. Był ponadto trzeci w tej samej konkurencji 6 lutego 1996 roku w Seefeld. Z powodu małej liczby startów w klasyfikacji generalnej zajął tylko szesnaste miejsce. W tym samym roku zdobył złoty medal w Gundersenie na mistrzostwach juniorów w Asiago. Taki sam wynik w klasyfikacji generalnej uzyskał również w sezonie 1996/1997. Tym razem tylko raz stanął na podium, 29 grudnia 1996 roku w Oberwiesenthal był trzeci w sprincie. Na mistrzostwach świata w Trondheim w 1997 roku zajął piąte miejsce w zawodach drużynowych.
Przez osiem kolejnych sezonów nie opuszczał czołowej dziesiątki klasyfikacji generalnej Pucharu Świata. Najlepsze wyniki osiągnął w sezonach 1997/1998, 1999/2000 i 2004/2005, które kończył na czwartym miejscu. W sezonie 2004/2005 był ponadto trzeci w klasyfikacji sprintu, za Hannu Manninenem z Finlandii i Niemcem Ronnym Ackermannem. W tym czasie wystąpił na czterech edycjach mistrzostw świata. Indywidualnie najlepiej wypadł na mistrzostwach świata w Ramsau w 1999 roku i mistrzostwach w Oberstdorfie w 2005 roku, gdzie był trzynasty w sprincie. W zawodach drużynowych był piąty w Oberstdorfie oraz na Mistrzostwach w Val di Fiemme w 2003 roku. Wziął także udział w trzech igrzyskach olimpijskich, najlepiej prezentując się na igrzyskach w Salt Lake City w 2002 roku, gdzie był piąty w sprincie, siódmy w Gundersenie oraz czwarty w konkursie drużynowym.
W Letnim Grand Prix w kombinacji norweskiej był trzeci w piątej edycji, drugi w szóstej edycji, a w 2003 roku zwyciężył w szóstej edycji tego cyklu. Po zakończeniu Po zakończeniu sezonu 2005/2006 Lodwick postanowił zakończyć karierę, mimo iż miał zaledwie 29 lat. Do rywalizacji wrócił jednak po dwóch latach, w grudniu 2008 roku. Rozpoczął od czterech startów w Pucharze Kontynentalnym, z czego trzy wygrał, a raz był drugi. Już 27 grudnia 2008 roku ponownie zadebiutował w Pucharze Świata, zajmując drugie miejsce w Gundersenie w Oberhofie. Wynik ten powtórzył dzień później, punktował także w trzech kolejnych startach w styczniu 2009 roku. Dzięki temu został włączony do kadry USA na mistrzostwa świata w Libercu. Amerykanin zdobył tam złote medale w starcie masowym i Gundersenie na normalnej skoczni, a w zawodach metodą Gundersena na dużym obiekcie był dziesiąty. Został tym samym pierwszym sportowcem z USA, który zdobył dwa złote medale w kombinacji norweskiej. Jest także najstarszym w historii mistrzem świata. W dniu drugiego zwycięstwa miał 32 lata, 3 miesiące i jeden dzień. W klasyfikacji generalnej sezonu 2008/2009 zajął 24. miejsce.
Sezon 2009/2010 zaczął od dwóch wygranych zawodów Pucharu Kontynentalnego w amerykańskim Pak City. W Pucharze Świata pojawił się osiem razy, sześciokrotnie plasując się w czołowej dziesiątce. Dwa razy stanął na podium: 10 stycznia w Val di Fiemme był drugi, a 16 stycznia 2010 roku w Chaux-Neuve był trzeci w Gundersenie. Sezon ten zakończył na 15. pozycji. W tym samym roku wystąpił na igrzyskach olimpijskich w Vancouver, gdzie wspólnie z Brettem Camerotą, Johnnym Spillanem i Billem Demongiem wywalczył srebrny medal w konkursie drużynowym. Już po skokach Amerykanie zajmowali drugie miejsce i na trasę biegu wyruszyli ze stratą dwóch sekund do prowadzących Finów. W biegu wyprzedzili reprezentantów Finlandii, jednak dali się wyprzedzić Austriakom, którzy sięgnęli po złoty medal. Na mecie Amerykanie stracili do zwycięzców nieco ponad pięć sekund i o około czternaście wyprzedzili Niemców, którzy uplasowali się na trzeciej pozycji. W indywidualnych startach był trzynasty w Gundersenie na dużej skoczni, a na normalnym obiekcie był blisko medalu, ostatecznie jednak zajął czwarte miejsce, przegrywając walkę o brązowy medal z Alessandro Pittinem z Włoch o zaledwie 0.7 sekundy.
Najważniejszym punktem sezonu 2010/2011 były mistrzostwa świata w Oslo. Lodwick był tam  ósmy w Gundersenie na normalnej skoczni i piąty na dużej. Wystartował także w obu konkursach drużynowych, w których Amerykanie zajęli odpowiednio czwarte i szóste miejsce. W rywalizacji pucharowej spisywał się słabiej niż w poprzednim sezonie. Ani razu nie stanął na podium, jego najlepszym wynikiem był czwarte miejsce w Gundersenie 18 grudnia 2010 roku w Ramsau. W klasyfikacji generalnej zajął tym razem 25. miejsce. W sezonie 2011/2012 ponownie nie stanął na podium. W czterech startach indywidualnych Amerykanin ani razu nie znalazł się w pierwszej dwudziestce i w klasyfikacji końcowej zajął 52. miejsce. Był to najgorszy wynik w jego dotychczasowej karierze. W lecie 2012 roku zajął ósme miejsce w piętnastej edycji LGP. Podczas lipcowych zawodów w rosyjskim Soczi dwukrotnie stawał na podium: 21 lipca był drugi za Bernhardem Gruberem z Austrii, a dzień później zwyciężył. W kolejnym sezonie zimowym wypadł jeszcze słabiej niż przed rokiem, zdobywając zaledwie 11 punktów, co dało mu 59. pozycję w klasyfikacji generalnej. Mimo to na rozgrywanych na przełomie lutego i marca 2013 roku mistrzostwach świata w Val di Fiemme Lodwick zdobył medal. W sztafecie na normalnej skoczni wspólnie z Demongiem oraz Bryanem i Taylorem Fletcherami zajął trzecie miejsce. Indywidualnie pojawił się tylko w konkursie na normalnej skoczni, który ukończył na 35. pozycji.

## Osiągnięcia

### Igrzyska olimpijskie

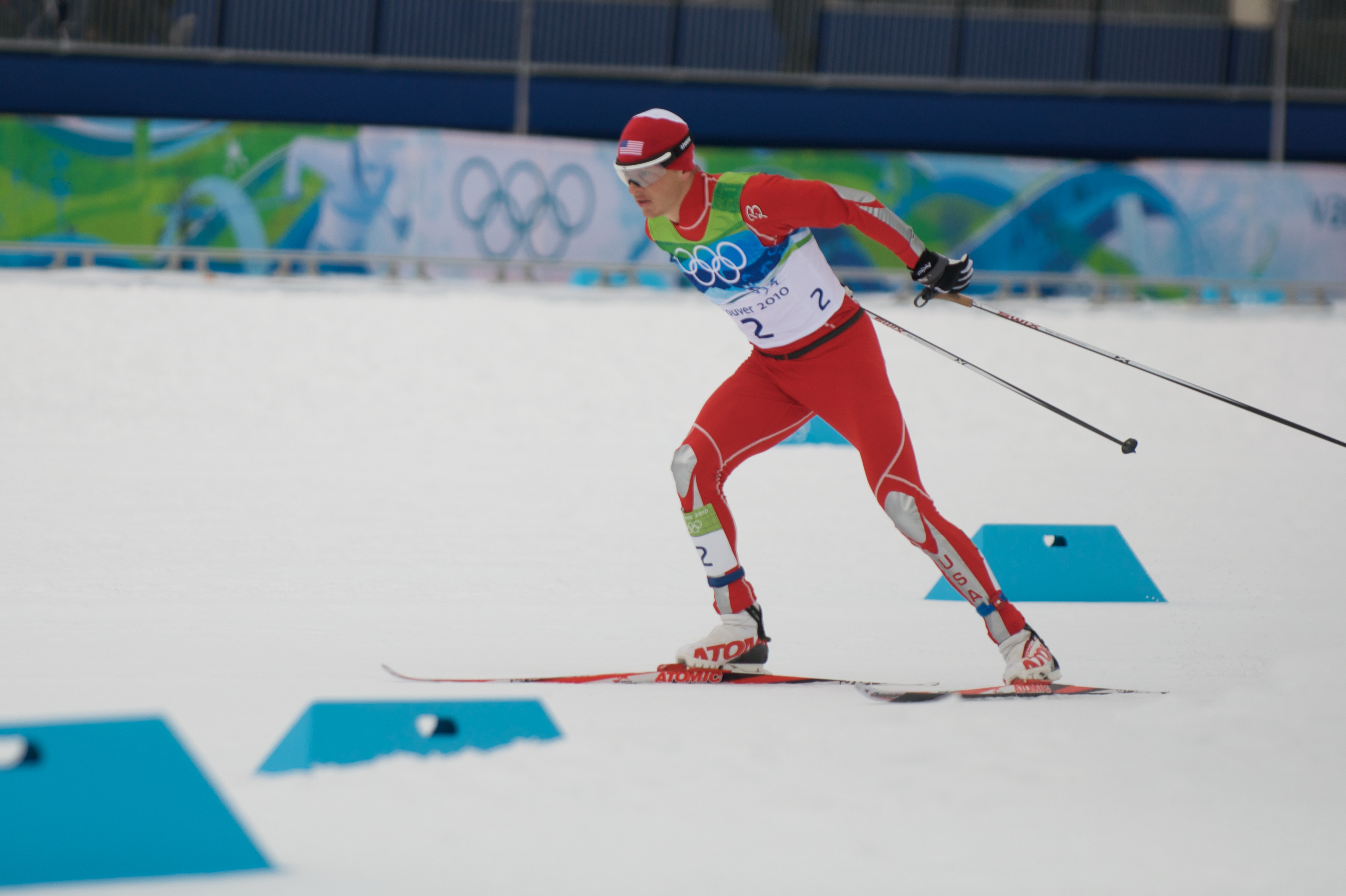
Lodwick na igrzyskach w Vancouver.

| Miejsce | Dzień     | Rok  | Miejscowość    | Konkurencja           | Wynik zwycięzcy | Strata       | Zwycięzca           |
| ------- | --------- | ---- | -------------- | --------------------- | --------------- | ------------ | ------------------- |
| 13.     | 19 lutego | 1994 | Lillehammer    | Gundersen K-90/15 km  | 39:07.9 min     | +5:13.3 min  | Fred Børre Lundberg |
| 7.      | 24 lutego | 1994 | Lillehammer    | Sztafeta K-90/3x10 km | 1:22:51.8 h     | +13:15.6 min | Japonia             |
| 20.     | 14 lutego | 1998 | Nagano         | Gundersen K-90/15 km  | 41:21.1 min     | +3:36.3 min  | Bjarte Engen Vik    |
| 4.      | 20 lutego | 1998 | Nagano         | Sztafeta K-90/4x5 km  | 54:11.5 min     | +4:27.1 min  | Norwegia            |
| 7.      | 9 lutego  | 2002 | Salt Lake City | Gundersen K-90/15 km  | 39:11.7 min     | +2:27.7 min  | Samppa Lajunen      |
| 4.      | 14 lutego | 2002 | Salt Lake City | Sztafeta K-90/4x5 km  | 48:42.2 min     | +1:11.9 min  | Finlandia           |
| 5.      | 21 lutego | 2002 | Salt Lake City | Sprint K-120/7.5 km   | 16:40.1 min     | +52.0 s      | Samppa Lajunen      |
| 8.      | 11 lutego | 2006 | Pragelato      | Gundersen HS106/15 km | 39:44.6 min     | +1:12.0 min  | Georg Hettich       |
| 7.      | 15 lutego | 2006 | Pragelato      | Sztafeta HS134/4x5 km | 49:52.6 min     | +1:59.9 min  | Austria             |
| 9.      | 21 lutego | 2006 | Pragelato      | Sprint HS134/7.5 km   | 18:29.0 min     | +42.4 s      | Felix Gottwald      |
| 4.      | 14 lutego | 2010 | Vancouver      | Gundersen HS106/10 km | 25:47.1 min     | +1.5 s       | Jason Lamy Chappuis |
| 2.      | 23 lutego | 2010 | Vancouver      | Sztafeta HS140/4x5 km | 49:31.6 min     | +5.2 s       | Austria             |
| 13.     | 25 lutego | 2010 | Vancouver      | Gundersen HS140/10 km | 25:32.9 min     | +1:10.3 min  | Bill Demong         |
| dns     | 12 lutego | 2014 | Soczi          | Gundersen HS106/10 km | 23:50.2 min     | dns          | Eric Frenzel        |
| dns     | 18 lutego | 2014 | Soczi          | Gundersen HS140/10 km | 22:45.5 min     | dns          | Jørgen Gråbak       |
| 6.      | 21 lutego | 2014 | Soczi          | Sztafeta HS140/4x5 km | 47:13.5 min     | +2:21.6 min  | Norwegia            |

### Mistrzostwa świata
| Miejsce | Dzień     | Rok  | Miejscowość   | Konkurencja              | Wynik zwycięzcy | Strata      | Zwycięzca           |
| ------- | --------- | ---- | ------------- | ------------------------ | --------------- | ----------- | ------------------- |
| 4.      | 10 marca  | 1995 | Thunder Bay   | Sztafeta K-90/4x5 km     | 56:20.2 min     | +6:39.2 min | Japonia             |
| 5.      | 23 lutego | 1997 | Trondheim     | Sztafeta K-90/4x5 km     | 52:18.0 min     | +2:39.1 min | Norwegia            |
| 14.     | 20 lutego | 1999 | Ramsau        | Gundersen K-90/15 km     | 37:04.8 min     | ?           | Bjarte Engen Vik    |
| 10.     | 25 lutego | 1999 | Ramsau        | Sztafeta K-90/4x5 km     | 49:34.2 min     | ?           | Finlandia           |
| 13.     | 27 lutego | 1999 | Ramsau        | Sprint K-90/7.5 km       | 17:48.4 min     | ?           | Bjarte Engen Vik    |
| 17.     | 15 lutego | 2001 | Lahti         | Gundersen K-90/15 km     | 39:26.7 min     | ?           | Bjarte Engen Vik    |
| 8.      | 20 lutego | 2001 | Lahti         | Sztafeta K-90/4x5 km     | 48:54.1 min     | +3:11.4 min | Norwegia            |
| 25.     | 24 lutego | 2001 | Lahti         | Sprint K-116/7.5 km      | 19:40.3 min     | ?           | Marko Baacke        |
| 14.     | 21 lutego | 2003 | Val di Fiemme | Gundersen K-95/15 km     | 37:54.2 min     | +3:07.3 min | Ronny Ackermann     |
| 5.      | 24 lutego | 2003 | Val di Fiemme | Sztafeta K-95/4x5 km     | 47:23.9 min     | +3:15.2 min | Austria             |
| 19.     | 28 lutego | 2003 | Val di Fiemme | Sprint K-120/7.5 km      | 18:47.8 min     | +1:23.5 min | Johnny Spillane     |
| 21.     | 18 lutego | 2005 | Oberstdorf    | Gundersen HS100/15 km    | 38:56.2 min     | +1:04.1 min | Ronny Ackermann     |
| 5.      | 23 lutego | 2005 | Oberstdorf    | Sztafeta HS137/4x5 km    | 49:45.5 min     | +1:29.9 min | Norwegia            |
| 13.     | 27 lutego | 2005 | Oberstdorf    | Sprint HS137/7.5 km      | 20:15.6 min     | +1:23.4 min | Ronny Ackermann     |
| 1.      | 20 lutego | 2009 | Liberec       | Start masowy HS100/10 km | 276.0 pkt       | -           | -                   |
| 1.      | 22 lutego | 2009 | Liberec       | Gundersen HS100/10 km    | 24:22.3 min     | -           | -                   |
| 10.     | 28 lutego | 2009 | Liberec       | Gundersen HS134/10 km    | 23:36.6 min     | +1:13.5 min | Bill Demong         |
| 8.      | 26 lutego | 2011 | Oslo          | Gundersen HS106/10 km    | 25:19.2 min     | +46.9 s     | Eric Frenzel        |
| 4.      | 28 lutego | 2011 | Oslo          | Sztafeta HS106/4x5 km    | 48:07.8 min     | +54.8 s     | Austria             |
| 5.      | 2 marca   | 2011 | Oslo          | Gundersen HS134/10 km    | 25:31.6 min     | +38.8 s     | Jason Lamy Chappuis |
| 6.      | 4 marca   | 2011 | Oslo          | Sztafeta HS134/4x5 km    | 47:12.3 min     | +3:15.2 min | Austria             |
| 35.     | 22 lutego | 2013 | Val di Fiemme | Gundersen HS106/10 km    | 29:13.2 min     | +2:22.4 min | Jason Lamy Chappuis |
| 3.      | 24 lutego | 2013 | Val di Fiemme | Sztafeta HS106/4x5 km    | 57:34.0 min     | +4.2 s      | Francja             |

### Mistrzostwa świata juniorów
| Miejsce | Dzień       | Rok  | Miejscowość | Konkurencja          | Wynik zwycięzcy | Strata | Zwycięzca |
| ------- | ----------- | ---- | ----------- | -------------------- | --------------- | ------ | --------- |
| 1.      | 29 stycznia | 1996 | Asiago      | Gundersen K-90/15 km | ?               | -      | -         |

### Puchar Świata

#### Miejsca w klasyfikacji generalnej
- sezon 1993/1994: 46.
- sezon 1994/1995: 11.
- sezon 1995/1996: 16.
- sezon 1996/1997: 16.
- sezon 1997/1998: 4.
- sezon 1998/1999: 8.
- sezon 1999/2000: 4.
- sezon 2000/2001: 8.
- sezon 2001/2002: 6.
- sezon 2002/2003: 9.
- sezon 2003/2004: 7.
- sezon 2004/2005: 4.
- sezon 2005/2006: 13.
- sezon 2008/2009: 24.
- sezon 2009/2010: 15.
- sezon 2010/2011: 25.
- sezon 2011/2012: 52.
- sezon 2012/2013: 59.
- sezon 2013/2014: 55.

#### Miejsca na podium chronologicznie
| Nr  | Data              | Miejscowość       | Konkurencja           | Wynik zwycięzcy | Pozycja | Strata      | Zwycięzca         |
| --- | ----------------- | ----------------- | --------------------- | --------------- | ------- | ----------- | ----------------- |
| 1.  | 6 grudnia 1995    | Steamboat Springs | Gundersen K88/15 km   | ?               | 1.      | -           | -                 |
| 2.  | 4 lutego 1996     | Seefeld           | Gundersen K120/15 km  | ?               | 3.      | ?           | Knut Tore Apeland |
| 3.  | 29 grudnia 1996   | Oberwiesenthal    | Sprint K90/7.5 km     | ?               | 3.      | ?           | Mario Stecher     |
| 4.  | 13 grudnia 1997   | Steamboat Springs | Gundersen K88/15 km   | ?               | 3.      | ?           | Mario Stecher     |
| 5.  | 3 stycznia 1998   | Schonach          | Gundersen             | ?               | 1.      | -           | -                 |
| 6.  | 13 marca 1998     | Oslo              | Sprint                | ?               | 1.      | -           | -                 |
| 7.  | 21 listopada 1998 | Rovaniemi         | Gundersen             | ?               | 3.      | ?           | Hannu Manninen    |
| 8.  | 30 stycznia 1999  | Chaux-Neuve       | Gundersen             | ?               | 2.      | ?           | Samppa Lajunen    |
| 9.  | 12 lutego 2000    | Sapporo           | Gundersen K120/15 km  | ?               | 2.      | ?           | Kristian Hammer   |
| 10. | 25 stycznia 2001  | Steamboat Springs | Gundersen K114/15 km  | ?               | 1.      | -           | -                 |
| 11. | 1 grudnia 2001    | Lillehammer       | Gundersen K120/15 km  | 42:03.7 min     | 1.      | -           | -                 |
| 12. | 16 grudnia 2001   | Steamboat Springs | Gundersen K90/15 km   | 42:00.8 min     | 2.      | +12.1 s     | Felix Gottwald    |
| 13. | 12 stycznia 2003  | Chaux-Neuve       | Gundersen K90/15 km   | 42:41.6 min     | 3.      | +1:42.5 min | Felix Gottwald    |
| 14. | 30 grudnia 2003   | Oberhof           | Gundersen K120/15 km  | 36:02.2 min     | 3.      | +1:06.6 min | Ronny Ackermann   |
| 15. | 2 stycznia 2004   | Reit im Winkl     | Sprint K90/7.5 km     | 20:32.1 min     | 3.      | +24.1 s     | Magnus Moan       |
| 16. | 4 stycznia 2004   | Schonach          | Gundersen K90/15 km   | 34:29.5 min     | 1.      | -           | -                 |
| 17. | 15 lutego 2004    | Oberstdorf        | Sprint K120/7.5 km    | 18:14.6 min     | 3.      | +2.9 s      | Hannu Manninen    |
| 18. | 27 listopada 2004 | Ruka              | Gundersen HS142/15 km | 35:55.1 min     | 3.      | +33.9 s     | Ronny Ackermann   |
| 19. | 28 listopada 2004 | Ruka              | Sprint HS142/7.5 km   | 19:49.1 min     | 2.      | +42.0 s     | Hannu Manninen    |
| 20. | 2 stycznia 2005   | Ruhpolding        | Sprint HS128/7.5 km   | 20:13.3 min     | 2.      | +13.1 s     | Ronny Ackermann   |
| 21. | 23 stycznia 2005  | Liberec           | Sprint HS134/7.5 km   | 21:22.2 min     | 3.      | +21.3 s     | Hannu Manninen    |
| 22. | 4 grudnia 2005    | Lillehammer       | Sprint HS131/7.5 km   | 19:47.5 min     | 2.      | +0.4 s      | Hannu Manninen    |
| 23. | 28 stycznia 2006  | Seefeld           | Sprint HS100/7.5 km   | 19:47.1 min     | 3.      | +18.8 s     | Hannu Manninen    |
| 24. | 29 stycznia 2006  | Seefeld           | Gundersen HS100/15 km | 37:40.3 min     | 2.      | +10.2 s     | Hannu Manninen    |
| 25. | 27 grudnia 2008   | Oberhof           | Gundersen HS140/10 km | 25:22.8 min     | 2.      | +0.3 s      | Magnus Moan       |
| 26. | 28 grudnia 2008   | Oberhof           | Gundersen HS140/10 km | 27:22.2 min     | 2.      | +6.9 s      | Anssi Koivuranta  |
| 27. | 10 stycznia 2010  | Val di Fiemme     | Gundersen HS134/10 km | 33:49.9 min     | 2.      | +15.3 s     | Bill Demong       |
| 28. | 16 stycznia 2010  | Chaux-Neuve       | Gundersen HS100/10 km | 23:30.7 min     | 3.      | +7.1 s      | Magnus Moan       |

### Puchar Kontynentalny

#### Miejsca w klasyfikacji generalnej
- sezon 1993/1994: 21.
- sezon 2008/2009: 8.
- sezon 2009/2010: 25.
- sezon 2010/2011: 23.
- sezon 2012/2013: 14.

#### Miejsca na podium chronologicznie
| Nr  | Data            | Miejscowość       | Konkurencja           | Wynik zwycięzcy | Pozycja | Strata | Zwycięzca           |
| --- | --------------- | ----------------- | --------------------- | --------------- | ------- | ------ | ------------------- |
| 1.  | 5 grudnia 1993  | Lillehammer       | Gundersen K90/15 km   | ?               | 1.      | -      | -                   |
| 2.  | 10 grudnia 2005 | Steamboat Springs | Gundersen HS127/15 km | 42:16.1 min     | 1.      | -      | -                   |
| 3.  | 11 grudnia 2005 | Steamboat Springs | Sprint HS127/7.5 km   | 17:52.2 min     | 1.      | -      | -                   |
| 4.  | 13 grudnia 2008 | Park City         | Gundersen HS134/10 km | 30:20.5 min     | 1.      | -      | -                   |
| 5.  | 14 grudnia 2008 | Park City         | Gundersen HS134/10 km | 29:59.3 min     | 1.      | -      | -                   |
| 6.  | 17 grudnia 2008 | Vancouver         | Gundersen HS106/10 km | 27:19.5 min     | 1.      | -      | -                   |
| 7.  | 18 grudnia 2008 | Vancouver         | Gundersen HS106/10 km | 26:37.3 min     | 2.      | +1.4 s | Tobias Kammerlander |
| 8.  | 12 grudnia 2009 | Park City         | Gundersen HS134/10 km | 34:29.5 min     | 1.      | -      | -                   |
| 9.  | 13 grudnia 2009 | Park City         | Gundersen HS134/10 km | 28:41.5 min     | 1.      | -      | -                   |
| 10. | 4 grudnia 2010  | Steamboat Springs | Gundersen HS127/10 km | 23:43.9 min     | 1.      | -      | -                   |
| 11. | 5 grudnia 2010  | Steamboat Springs | Gundersen HS127/10 km | 23:35.6 min     | 1.      | -      | -                   |
| 12. | 14 grudnia 2012 | Soldier Hollow    | Gundersen HS100/10 km | 23:52.2 min     | 1.      | -      | -                   |
| 13. | 15 grudnia 2012 | Soldier Hollow    | Gundersen HS100/10 km | 24:21.7 min     | 1.      | -      | -                   |
| 14. | 16 grudnia 2012 | Soldier Hollow    | Gundersen HS100/10 km | 23:53.5 min     | 1.      | -      | -                   |

### Letnie Grand Prix

#### Miejsca w klasyfikacji generalnej
- 2001: 23.
- 2002: 3.
- 2003: 2.
- 2004: 1.
- 2005: 6.
- 2012: 8.

#### Miejsca na podium chronologicznie
| Nr  | Data             | Miejscowość | Konkurencja           | Wynik zwycięzcy | Pozycja | Strata  | Zwycięzca        |
| --- | ---------------- | ----------- | --------------------- | --------------- | ------- | ------- | ---------------- |
| 1.  | 21 sierpnia 2002 | Winterberg  | Gundersen K90/14 km   | ?               | 2.      | +1.1 s  | Georg Hettich    |
| 2.  | 25 sierpnia 2002 | Oberhof     | Sprint K120/9 km      | ?               | 3.      | +1.4 s  | Mario Stecher    |
| 3.  | 22 sierpnia 2003 | Villach     | Gundersen K90/15 km   | ?               | 1.      | -       | -                |
| 4.  | 31 sierpnia 2003 | Winterberg  | Gundersen K81/14 km   | 26:57.7 min     | 3.      | +8.5 s  | Mario Stecher    |
| 5.  | 15 sierpnia 2004 | Oberstdorf  | Gundersen HS137/15 km | 30:00.8 min     | 1.      | -       | -                |
| 6.  | 27 sierpnia 2004 | Harrachov   | Gundersen HS100/15 km | ?               | 1.      | -       | -                |
| 7.  | 29 sierpnia 2004 | Steinbach   | Sprint HS140/9.0 km   | ?               | 3.      | +11.6 s | Christoph Bieler |
| 8.  | 4 września 2005  | Steinbach   | Sprint HS140/7.5 km   | 18:22.7 min     | 3.      | +12.5 s | Christoph Bieler |
| 9.  | 21 lipca 2012    | Soczi       | Gundersen HS140/10 km | 19:47.5 min     | 2.      | +4.3 s  | Bernhard Gruber  |
| 10. | 22 lipca 2012    | Soczi       | Gundersen HS140/10 km | 19:39.7 min     | 1.      | -       | -                |